# Entoria baishanzuensis
Entoria baishanzuensis är en insektsart som beskrevs av Chen, S.C. och Yun He He 1995. Entoria baishanzuensis ingår i släktet Entoria och familjen Phasmatidae. Inga underarter finns listade i Catalogue of Life.